# Mouilleron-en-Pareds
Mouilleron-en-Pareds és un municipi francès situat al departament de Vendée i a la regió de País del Loira. L'any 2007 tenia 1.221 habitants.

## Demografia

### Població
El 2007 la població de fet de Mouilleron-en-Pareds era de 1.221 persones. Hi havia 506 famílies de les quals 146 eren unipersonals (67 homes vivint sols i 79 dones vivint soles), 182 parelles sense fills, 158 parelles amb fills i 20 famílies monoparentals amb fills.
La població ha evolucionat segons el següent gràfic:
Habitants censats

### Habitatges
El 2007 hi havia 614 habitatges, 511 eren l'habitatge principal de la família, 66 eren segones residències i 37 estaven desocupats. 565 eren cases i 44 eren apartaments. Dels 511 habitatges principals, 340 estaven ocupats pels seus propietaris, 164 estaven llogats i ocupats pels llogaters i 8 estaven cedits a títol gratuït; 4 tenien una cambra, 34 en tenien dues, 81 en tenien tres, 134 en tenien quatre i 259 en tenien cinc o més. 453 habitatges disposaven pel capbaix d'una plaça de pàrquing. A 263 habitatges hi havia un automòbil i a 197 n'hi havia dos o més.

### Piràmide de població
La piràmide de població per edats i sexe el 2009 era:
| Homes | Edats   | Dones |
| ----- | ------- | ----- |
| 0     | 95 o +  | 0     |
| 0     | 90 a 94 | 12    |
| 4     | 85 a 89 | 12    |
| 4     | 80 a 84 | 16    |
| 24    | 75 a 79 | 32    |
| 28    | 70 a 74 | 44    |
| 24    | 65 a 69 | 16    |
| 36    | 60 a 64 | 44    |
| 20    | 55 a 59 | 16    |
| 44    | 50 a 54 | 52    |
| 36    | 45 a 49 | 48    |
| 52    | 40 a 44 | 36    |
| 52    | 35 a 39 | 52    |
| 40    | 30 a 34 | 28    |
| 44    | 25 a 29 | 40    |
| 28    | 20 a 24 | 24    |
| 44    | 15 a 19 | 44    |
| 32    | 10 a 14 | 16    |
| 56    | 5 a 9   | 24    |
| 28    | 0 a 4   | 16    |

## Economia
El 2007 la població en edat de treballar era de 759 persones, 598 eren actives i 161 eren inactives. De les 598 persones actives 556 estaven ocupades (325 homes i 231 dones) i 42 estaven aturades (14 homes i 28 dones). De les 161 persones inactives 62 estaven jubilades, 40 estaven estudiant i 59 estaven classificades com a «altres inactius».

### Ingressos
El 2009 a Mouilleron-en-Pareds hi havia 522 unitats fiscals que integraven 1.221 persones, la mediana anual d'ingressos fiscals per persona era de 14.706 €.

### Activitats econòmiques
Dels 57 establiments que hi havia el 2007, 3 eren d'empreses alimentàries, 5 d'empreses de fabricació d'altres productes industrials, 10 d'empreses de construcció, 10 d'empreses de comerç i reparació d'automòbils, 3 d'empreses de transport, 6 d'empreses d'hostatgeria i restauració, 2 d'empreses financeres, 3 d'empreses immobiliàries, 7 d'empreses de serveis, 6 d'entitats de l'administració pública i 2 d'empreses classificades com a «altres activitats de serveis».
Dels 22 establiments de servei als particulars que hi havia el 2009, 1 era una gendarmeria, 1 oficina de correu, 1 una oficina bancària, 4 tallers de reparació d'automòbils i de material agrícola, 1 paleta, 2 guixaires pintors, 2 fusteries, 2 electricistes, 1 empresa de construcció, 2 perruqueries, 3 restaurants i 2 agències immobiliàries.
Dels 3 establiments comercials que hi havia el 2009, 1 era una botiga de més de 120 m², 1 una fleca i 1 una floristeria.
L'any 2000 a Mouilleron-en-Pareds hi havia 28 explotacions agrícoles.

## Equipaments sanitaris i escolars
El 2009 hi havia 1 farmàcia i 1 ambulància.
El 2009 hi havia 2 escoles elementals.

## Poblacions més properes
El següent diagrama mostra les poblacions més properes.